# Người Pumi
Người Phổ Mễ (tiếng Trung: 普米族; bính âm: Pǔmǐzú, Hán Việt: Phổ Mễ tộc, tên tự gọi: /pʰʐ.ẽmi/, cũng gọi là Pumi, Primi) là một nhóm dân tộc được công nhận chính thức tại Cộng hòa Nhân dân Trung Hoa. Dân tộc này có quan hệ với người Tạng ở huyện Mộc Lý và Diêm Nguyên tại Tứ Xuyên, tổng dân số của dân tộc này năm 2010 là 42.861 người. Các cộng đồng đáng kể người Phổ Mễ là tại Huyện tự trị dân tộc Phổ Mễ và dân tộc Bạch Lan Bình, huyện tự trị dân tộc Di Ninh Lạng, huyện tự trị dân tộc Nạp Tây Ngọc Long, huyện tự trị dân tộc Lật Túc Duy Tây và Hưng Thắng, với độ cao trên 2.700 mét.

## Ngôn ngữ
Tiếng Pumi thuộc Nhóm ngôn ngữ Khương của ngữ tộc Tạng-Miến. Trong quá khứ, điều đáng chú ý là người Phổ Mễ tại các khu vực Mộc Lý và Ninh Lạng đã sử dụng chữ cái Tạng vì lý do tôn giáo, sau này chúng dần bị lãng quên và biến mất. Hiện nay, người Phổ Mễ tiếp nhận giáo dục bằng tiếng Hán. Một hệ thống bính âm trên cơ sở chữ cái Latinh đã được đề xuất, nhưng vẫn chưa được phổ biến rộng rãi.

## Lịch sử
Người Phổ Mễ có một lịch sử lâu đời và con đường di cư của họ có thể theo dõi lại. Ban đầu, họ sống như những người du mục trên cao nguyên Thanh Tạng. Sau đó, họ chuyển đến các khu vực ấm hơn dọc theo các thung lũng trong Dãy núi Hoành Đoạn vào thế kỷ IV trước Công nguyên.
Tiếp theo, họ chuyển đến phía Bắc Tứ Xuyên vào thế kỷ VII và sau đó về phía tây bắc Vân Nam vào thế kỷ XIV. Nhiều người trong số họ định cư và trở thành nông dân, và địa chủ chiếm ưu thế trong nền kinh tế bản địa của người Phổ Mễ tại Lan Bình và Lệ Giang. Ngoại trừ một số ít các khu vực công, các địa chủ giữ các vùng đất rộng lớn và thu địa tô từ nông dân. Địa tô chiếm ít nhất 50% thu hoạch. Địa chủ Phổ Mễ và Tù trưởng Nạp Tây cũng thường buôn bán nô lệ nội bộ. Trong Cách mạng Văn hóa, các quyền hạn của địa chủ đã bị suy yếu. Với nền kinh tế hiện đại, chẳng hạn như bệnh viện, nhà máy, cũng đã thay đổi rất nhiều lối sống của người Phổ Mễ.

## Văn hóa
Người Phổ Mễ chịu ảnh hưởng mạnh của người Tạng trên các mặt tôn giáo và văn hóa do có liên hệ với nhau từ thời cổ. Người Phổ Mễ theo Phật giáo Tây Tạng bên cạnh việc vẫn duy trì thờ cúng tổ tiên. Tết Nguyên đán được tổ chức vào 15 ngày đầu tiên của năm mới âm lịch. Khi đến mười ba tuổi, các chàng trai Phổ Mễ sẽ trải qua các nghi thức của lễ rửa tội nam tính và chỉ sau lễ rửa tội, họ mới có thể mặc quần áo người lớn và tham gia hoạt động xã hội. Xã hội truyền thống của người Phổ Mễ theo chế độ một vợ một chồng mặc dù chế độ đa thê vẫn được chấp nhận ở một số nơi.